# L'Amour dans le sang

L'Amour dans le sang est un téléfilm de 90 minutes, réalisé par Vincent Monnet sur un scénario d'Emmanuel Carrère et Vincent Monnet, tiré de l'autobiographie de Charlotte Valandrey, qui a été diffusé pour la première fois le 23 novembre 2008 sur la Une (RTBF) et le 27 novembre 2008 sur  France 3.

## Synopsis
L'histoire commence dans les années 1980, lorsque Charlotte est repérée par Dominique Besnehard pour le casting des Hors la loi. Elle sera finalement l'interprète de Rouge Baiser de Véra Belmont et commencera sa carrière par une nomination aux César et un prix d'interprétation au Festival de Berlin.
À dix-sept ans, Anne-Charlotte Pascal quitte donc brutalement une vie d'adolescente insouciante pour devenir Charlotte Valandrey, l'héroïne éclatante du film Rouge baiser. Vingt ans plus tard, à l'hôpital de la Salpêtrière, on lui greffe un nouveau cœur.

## Fiche technique
- Titre : L'Amour dans le sang
- Réalisation : Vincent Monnet
- Scénario : Jean Arcelin et Vincent Monnet, d'après l'autobiographie L'Amour dans le sang de Charlotte Valandrey
- Musique originale : Alexis Rault et Alain Wisniak, chanson originale interprétée par Patrice Maktav
- Production de la musique originale : Must Records
- Direction artistique : Dominique Besnehard, Maxime Delauney
- Photographie : Philippe Guilbert
- Son : Daniel Banaszak
- Montage : Laurence Hennion
- Costumes : Bernadette Merlot, Elisabeth Rousseau
- Pays d'origine : France
- Format : Couleurs - HD
- Genre : Drame
- Durée : 90 minutes
- Dates de sortie : 27 novembre 2008 (France), 23 novembre 2008 (Belgique)
- Tournage : les séquences situées en Bretagne ont été filmées à Audresselles, dans le Pas-de-Calais.

## Distribution
- Aurore Paris (cousine de Charlotte Valandrey dans la réalité) : Charlotte Valandrey jeune
- Charlotte Valandrey : Charlotte Valandrey aujourd'hui
- Dominique Besnehard : Dominique Besnehard aujourd'hui
- Bruno Chiche : Dominique Besnehard jeune
- Pierre Mondy : lui-même
- Xavier de Guillebon : le père de Charlotte
- Isabelle Habiague : la mère de Charlotte
- Thomas Jouannet : Oscar
- Patrice Maktav : David Chapel
- Clément Van Den Bergh : François
- Françoise Pinkwasser : Véra Belmont
- Romain Rondeau : Lambert Wilson
- Aurore Auteuil : Florence
- Benjamin Baclet : Étienne
- Stéphane Coulon : Steban
- Simon Bellouard : Pierre Lagache
- Gilles Masson : Bondarski
- Antoine Laurent : Luc
- Sophie Bourdon  : La journaliste
- Louise Trolet  : Tara à cinq ans